# Seacliff AFC
Der Seacliff Association Football Club (auch The Light Blues genannt) war ein neuseeländischer Fußballklub aus dem kleinen Dorf Seacliff nördlich von Dunedin in der Otago Region.

## Geschichte

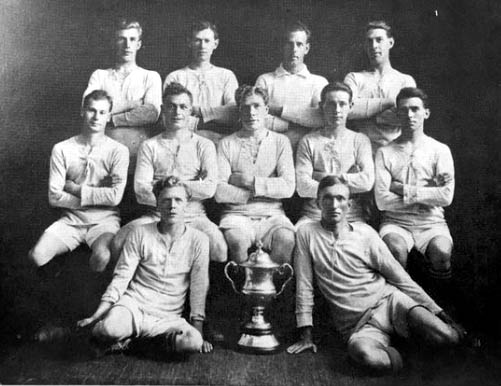
Mannschaft die den Pokal im Jahr 1923 gewann.

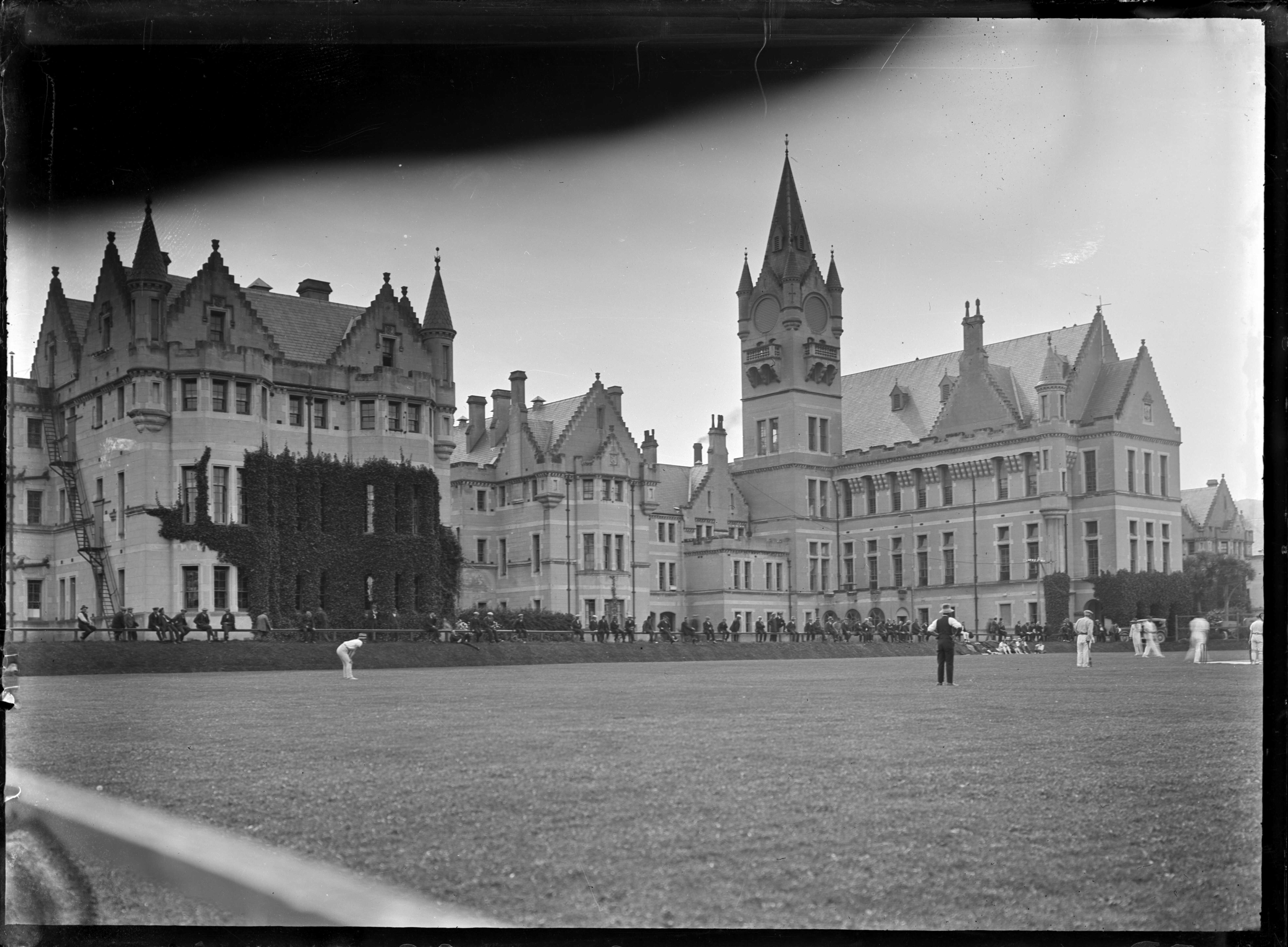
Cricket-Feld vor der Anstalt, welches auch für Fußball-Spiele verwendet wurde

Die Mannschaft wurde im Jahr 1922 geschaffen und stellte sich aus Angestellten des Seacliff Lunatic Asylum und ist berühmt dafür geworden der erste Gewinner des Chatham Cups zu sein. Diesen Titel holte man sich im Jahr 1923 nach einem 4:0-Sieg über Wellington YMCA. Auch in den beiden Jahren danach sowie bei der Ausgabe 1929 schaffte man es ins Finale, unterlag dort jedoch stets dem Gegner. Durch den Niedergang der Anstalt bedingt durch ein großes Feuer und die personellen Engpässe bedingt durch den Zweiten Weltkrieg dort, wurden die Aktivitäten in den 1940er Jahren dann aber eingestellt.
In den frühen 1980er Jahren formte sich eine neue Mannschaft unter diesem Namen. Grundsätzlich bestehend aus Mitarbeitern des Cherry Farm Hospital. Welches an der Stelle der ehemaligen Anstalt gebaut wurde. Diese Mannschaft nahm von 1990 bis 1997 ebenfalls am Chatham Cup teil und schaffte es hier 1994 auch in die zweite Runde. Nachdem Ende des Krankenhauses, wurden aber auch die Aktivitäten dieser Mannschaft wieder eingestellt.

## Erfolge
- Chatham Cup
  - Gewinner: 1923